# Eras I
Eras I è la terza raccolta del cantautore canadese Devin Townsend, pubblicata l'8 giugno 2018 dalla HevyDevy Records e dalla Inside Out Music.

## Descrizione
Si tratta della prima parte di quattro box set che raccolgono le varie pubblicazioni del musicista in formato vinile, rimasterizzate per l'occasione.
Eras I comprende i primi quattro album pubblicati dal Devin Townsend Project tra il 2009 e il 2011, ovvero Ki, Addicted, Deconstruction e Ghost, gli ultimi due dei quali mai pubblicati in precedenza su vinile.

## Tracce
Ki
- Lato A

1. A Monday – 1:42
2. Coast – 4:35
3. Disruptr – 5:49

- Lato B

1. Gato – 5:23
2. Terminal – 6:58
3. Heaven Send – 8:54

- Lato C

1. Ain't Never Gonna Win... – 3:17
2. Winter – 4:47
3. Trainfire – 5:58

- Lato D

1. Lady Helen – 6:05
2. Ki – 7:20
3. Quiet Riot – 3:02
4. Demon League – 2:55

Addicted
- Lato A

1. Addicted! – 5:35
2. Universe in a Ball! – 4:07
3. Bend It Like Bender! – 3:35
4. Supercrush! – 5:11
5. Hyperdrive! – 3:34

- Lato B

1. Resolve! – 3:10
2. Ih-Ah! – 3:43
3. The Way Home! – 3:12
4. Numbered! – 4:53
5. Awake! – 9:43

Deconstruction
- Lato A

1. Praise the Lowered – 5:57
2. Stand – 9:36
3. Juular – 3:45

- Lato B

1. Planet of the Apes – 10:59
2. Sumeria – 6:36

- Lato C

1. The Mighty Masturbator – 16:28

- Lato D

1. Pandemic – 3:28
2. Deconstruction – 9:26
3. Poltergeist – 4:24

Ghost
- Lato A

1. Fly – 4:13
2. Heart Baby – 5:55
3. Feather – 11:29

- Lato B

1. Kawaii – 2:52
2. Ghost – 6:24
3. Blackberry – 4:52
4. Monsoon – 4:36

- Lato C

1. Dark Matters – 1:56
2. Texada – 9:30
3. Seams – 4:04

- Lato D

1. Infinite Ocean – 8:01
2. As You Were – 8:46